# Claea dabryi
Claea dabryi és una espècie de peix de la família dels balitòrids i l'única del gènere Claea.
És un peix d'aigua dolça, bentopelàgic i de clima subtropical, el qual viu a la Xina: el riu Jinshajiang.
És inofensiu per als humans.

## Morfologia
- Fa 9,9 cm de llargària màxima.
- Boca arquejada. Llavi superior llis i amb una osca profunda. Llavi inferior amb una osca mitjana i dos solcs a cada costat.
- Mandíbula inferior sense incisions.
- Intestí amb un revolt a certa distància darrere de l'estómac.
- Línia lateral completa i estenent-se fins a la base de l'aleta caudal.
- Aleta caudal lleugerament bifurcada.
- Presenta taques irregulars de color marró fosc als flancs. Aleta dorsal amb punts foscos i caudal amb fileres verticals i irregulars de punts als radis.[2][3]